# Зиммер, Альбер
Альбер Жак Зиммер (фр. Albert Jacques Zimmer; 5 января 1874, Льеж — 11 июня 1940, Брюссель) — бельгийский скрипач и музыкальный педагог.
Ученик Эжена Изаи, посвятившего Циммеру и виолончелисту Жаку Гайяру (1875—1940) «Ночную поэму» Op. 29 для скрипки и виолончели с оркестром (1928). Учился также у Юбера Леонара и Франца Жеэна-Прюма.
Наиболее известен как руководитель струнного квартета Зиммера, действовавшего с 1896 г. и (с небольшим перерывом) до его смерти (помимо самого Зиммера, другие участники менялись; наибольшую известность в дальнейшем получили участники первого состава — вторая скрипка Эмиль Шомон и альт Нестор Лежён). Квартет широко гастролировал по Европе (в 1921 г., в частности, с успехом дав в Риме серию концертов с исполнением всех квартетов Людвига ван Бетховена).
В 1899—1901 гг. жил и работал в Нью-Йорке, преподавая в скрипичной школе Овида Мюзена. В 1901—1922 гг. профессор Гентской консерватории. Среди его учеников был, в частности, Хулиан Каррильо. Затем преподавал в Брюсселе.